# Stazione di Westend
La stazione di Westend è una stazione ferroviaria posta sulla Ringbahn di Berlino, a servizio dell'omonimo quartiere.

## Movimento
La stazione è servita dalle linee S 41, S 42 e S 46 della S-Bahn.

## Interscambi
- Fermata autobus